# 26 décembre 1917
Le mercredi 26 décembre 1917 est le 360e jour de l'année 1917.

## Naissances
- Patricia McGerr (morte le 11 mai 1985), écrivaine américaine
- Rose Mary Woods (morte le 22 janvier 2005), secrétaire de président des Etats-Unis

## Décès
- Arnaud Denoix (né le 29 juin 1848), homme politique français
- Caroline Chevalier (née en 1832), femme écrivain voyageur
- Gaston Alibert (né le 22 février 1878), escrimeur français
- Georges Demenÿ (né le 12 juin 1850), photographe français
- Judith Gautier (née le 25 août 1845), poétesse, romancière et auteur dramatique, spécialiste de la littérature et de la civilisation chinoise, musicologue, membre de l’Académie Goncourt

## Événements
- Décret de nationalisation des chemins de fer des États-Unis sous la houlette de l'United States Railroad Administration.